# Nel mar dei Caraibi
Nel mar dei Caraibi (The Spanish Main) è un film del 1945 diretto da Frank Borzage.
È un film d'avventura piratesca statunitense con Paul Henreid, Maureen O'Hara e Walter Slezak. Ottenne una nomination ai premi Oscar per la migliore fotografia a colori (al direttore della fotografia George Barnes).

## Trama
Il capitano olandese Laurent van Horn è naufragato al largo della costa dell'insediamento spagnolo di Cartagena. Dopo essere stato trattenuto e condannato a morte, Van Horn e il suo equipaggio riescono a fuggire. Cinque anni dopo, Van Horn si è affermato come il misterioso pirata conosciuto solo con il nome della sua nave: il Barracuda. Dopo essersi infiltrati nella nave che la trasportava al suo matrimonio, catturano la contessa Francisca Alvarado che è stata disposta a sposare il governatore corrotto. Desiderando evitare ulteriori spargimenti di sangue a bordo della nave, Francisca si offre di sposare Van Horn se risparmierà la scorta. Nel tempo Francisca e Van Horn si innamorano e si mettono in marcia per sconfiggere il malvagio governatore don Juan Alvarado e i perfidi pirati Du Billar e il capitano Black.

## Produzione
Il film, diretto da Frank Borzage su una sceneggiatura di George Worthing Yates e Herman J. Mankiewicz con il soggetto di Æneas MacKenzie, fu prodotto da Frank Borzage per la RKO Radio Pictures

## Distribuzione
Il film fu distribuito con il titolo The Spanish Main negli Stati Uniti dall'ottobre del 1945 al cinema dalla RKO Radio Pictures.
Altre distribuzioni:
- in Portogallo l'11 aprile 1946 (O Terror dos Sete Mares)
- in Svezia il 9 ottobre 1946 (Under blodröda segel)
- in Finlandia il 2 gennaio 1948 (Punaisin purjein e Veripunaisin purjein)
- in Danimarca l'11 ottobre 1948 (Under blodrøde sejl)
- in Austria il 16 settembre 1949 (Entführung in den Karaiben)
- in Giappone il 17 gennaio 1950
- in Germania Ovest il 3 novembre 1950 (Die Seeteufel von Cartagena)
- negli Stati Uniti il 3 maggio 1954 (redistribuzione)
- in Finlandia il 14 ottobre 1955 (redistribuzione)
- in Germania Est il 18 gennaio 1964 (in TV)
- in Francia (Le pavillon noir)
- in Spagna (Los piratas del mar Caribe)
- in Brasile (O Pirata dos Sete Mares)
- in Grecia (Spanioliki vendetta)
- in Italia (Nel mar dei Caraibi)

### Promozione
La tagline è: "Loving her... taming her... called for all his reckless daring!".

### Critica
Secondo il Morandini  è un "film di pirati in uno squillante Technicolor" che si rivelerebbe per il regista Borzage "un'opera su commissione, ma anche un esercizio di stile dai risvolti onirici, erotici e satirici". L'elemento portante della pellicola sarebbe la lotta contro la tirannia e l'oppressione. Il film avrebbe contribuito a rimettere in piedi le sorti della compagnia di produzione.